# Telenassa aceta
Telenassa aceta är en fjärilsart som beskrevs av William Chapman Hewitson 1864. Telenassa aceta ingår i släktet Telenassa och familjen praktfjärilar. Inga underarter finns listade i Catalogue of Life.